# Beaumont-en-Artois
Pour les articles homonymes, voir Beaumont.
Beaumont-en-Artois est une ancienne commune rurale du Pas-de-Calais, qui fusionna en 1971 avec la ville voisine, Hénin-Liétard, du bassin minier. Cette fusion donna naissance à la ville actuelle, Hénin-Beaumont. Les habitants de ce village sont toujours appelés les Beaumontois.
Le village, par certains aspects encore rural, s'étend sur 724 ha. Il est groupé autour de son église néo-gothique, l'église Saint-Martin de Beaumont, dépendant de la paroisse Sainte-Claire-en-Héninois du diocèse d'Arras.

## Toponymie
Beaumont est attesté sous les formes Belmont (1191) ; Bellus mons (1213) ; Bellomuns (1255) ; Bellus mons versus Héning (1260) ; Biaumont (1270) ; Biemont (1272) ; De Montebello (XIIIe siècle) ; Byaumont (1333). 
L’Artois est un pays traditionnel et une province du royaume sous l’Ancien Régime, ayant pour capitale Arras, aujourd’hui inclus principalement dans le département du Pas-de-Calais.